# Add N to (X)
Add N to (X) — британская группа, специализирующаяся на электронной музыке, извлекаемой предпочтительно из аналоговых синтезаторов, образовавшаяся в Лондоне, в 1994 году.
Исходно группу составляли Эндрю Эвелинг (Andrew Aveling), Барри Смит (Barry Smith aka Barry 7) и Энн Шентон (Ann Shenton). Стивен Клэйдон заменил Эвелинга в 1997.
После нескольких релизов на мелких лейблах они отказались от предложений крупных звукозаписывающих компаний и подписали контракт с большим независимым лейблом Mute Records в 1998, так и не достигнув крупного коммерческого успеха до распада в 2003.
Большинство их песен и клипов имеют содержание эротического\порнографического характера; в анимационном клипе на трек «Metal Fingers in My Body» показывает секс женщины и робота, а в клипе на «Plug Me In» известные порноактрисы играют с секс-игрушками.

## Дискография

### Альбомы
| Год  | Месяц   | Название альбома             | Лейбл           |
| ---- | ------- | ---------------------------- | --------------- |
| 1996 | Январь  | «Vero Electronics»           | Blow Up Records |
| 1998 | Февраль | «On the Wires of Our Nerves» | Satellite       |
| 1999 | Апрель  | «Avant Hard»                 | Mute Records    |
| 2000 | Октябрь | «Add Insult to Injury»       | Mute Records    |
| 2002 | Октябрь | «Loud Like Nature»           | Mute Records    |

### Синглы
| Год  | Название сингла                 | Лейбл        | Комментарий        |
| ---- | ------------------------------- | ------------ | ------------------ |
| 1997 | «The Black Regent»              | Satellite    |                    |
| 1997 | «King Wasp»                     | Satellite    |                    |
| 1997 | «Demon Seed»                    | Piao!        | совместно с Fridge |
| 1998 | «Little Black Rocks in the Sun» | Mute Records |                    |
| 1999 | «Metal Fingers in My Body»      | Mute Records |                    |
| 1999 | «Revenge of the Black Regent»   | Mute Records |                    |
| 1999 | «Live 1940»                     | Slut Smalls  |                    |
| 2000 | «Plug Me In»                    | Mute Records |                    |
| 2001 | «The Poke 'Er 'Ole»             | Mute Records |                    |
| 2001 | «And Another Thing»             | Rocket Girl  | как ADD N TO FUXA  |
| 2002 | «Take Me To Your Leader»        | Mute Records |                    |